# Agriomorpha fusca
Agriomorpha fusca är en trollsländeart som beskrevs av May 1933. Agriomorpha fusca ingår i släktet Agriomorpha och familjen Megapodagrionidae. IUCN kategoriserar arten globalt som livskraftig. Inga underarter finns listade i Catalogue of Life.